# Бэтмен: Белый рыцарь
«Бэтмен: Белый рыцарь» (англ. Batman: White Knight) — ограниченная серия комиксов, которую издавала компания DC Comics в 2017—2018 годах. Сценаристом и художником выступил Шон Мёрфи.

## Сюжет
Комикс отличается от основной вселенной DC, хотя несколько общих арок всё ещё присутствуют; в частности, считается, что Джейсон Тодд погиб от рук Джокера. История повествует о Джеке Напьере, изменившемся Джокере, который излечился от безумия и теперь рассматривает Бэтмена как величайшего злодея Готэм-Сити и источник бесконечного цикла преступности в городе. Кроме того, в серии была переработана Харли Квинн. Её разделили на две личности: первая — оригинальная Харлин Квинзель с привычным дизайном; вторая — Мэриан Дрюс с дизайном Отряда самоубийц, которая является одержимым двойником, занявшим место Харли в её отсутствие.

## Производство
Ограниченная серия комиксов состоит из восьми выпусков. Создателем является Шон Мёрфи. Основная идея заключалась в том, чтобы поменять местами роли Бэтмена и Джокера. Второй — в качестве героя, а первый — в качестве злодея. Цель состояла в том, чтобы изобразить Готэм-Сити более реалистично, где преступность нельзя остановить «кулаком», методом Бэтмена. Джокер превратился в политика. Его интеллект и харизму использовали, чтобы завоевать расположение жителей Готэма. Для DC Comics не было проблемой то, что Мёрфи изменил временную шкалу в истории Бэтмена. Однако материалы для взрослых, такие как нагота и ненормативная лексика, которые Мёрфи намеревался включить, были запрещены.
Мёрфи сообщил, что настоящее имя Джокера в комиксе — Джек Напьер. Это является отсылкой к фильму Тима Бёртона «Бэтмен» (1989), в котором Джокер (которого играет Джек Николсон) также носит это имя. Фильм 1989 года, наряду с трилогией Кристофера Нолана, также вдохновили Мёрфи на дизайн Бэтмобиля в комиксе. Один из сюжетов серии включает в себя одного из антагонистов истории, использующих замораживающий луч, чтобы превратить часть Готэм-Сити в лёд. Это является отсылкой к фильму «Бэтмен и Робин» (1997).

### Выпуски
| № | Дата выхода    | Оценка на Comic Book Roundup    | Предполагаемый объём продаж (первый месяц) |
| - | -------------- | ------------------------------- | ------------------------------------------ |
| 1 | 4 октября 2017 | 8,5 из 10 на основе 40 рецензий | 86 791, позиция в Северной Америке — 10    |
| 2 | 1 ноября 2017  | 8,6 из 10 на основе 30 рецензий | 69 668, позиция в Северной Америке — 13    |
| 3 | 6 декабря 2017 | 8,7 из 10 на основе 21 рецензии | 72 679, позиция в Северной Америке — 6     |
| 4 | 3 января 2018  | 8,7 из 10 на основе 20 рецензий | 73 043, позиция в Северной Америке — 7     |
| 5 | 7 февраля 2018 | 8,6 из 10 на основе 17 рецензий | 77 373, позиция в Северной Америке — 6     |
| 6 | 7 марта 2018   | 8,7 из 10 на основе 17 рецензий | 75 396, позиция в Северной Америке — 10    |
| 7 | 4 апреля 2018  | 9 из 10 на основе 18 рецензий   | 73 194, позиция в Северной Америке — 11    |
| 8 | 9 мая 2018     | 8,9 из 10 на основе 21 рецензии | 73 616, позиция в Северной Америке — 11    |

### Сборники
| Название             | Тип            | Дата выхода    | Собранный материал        | Предполагаемый объём продаж (первый месяц) |
| -------------------- | -------------- | -------------- | ------------------------- | ------------------------------------------ |
| Batman: White Knight | Мягкая обложка | 3 октября 2018 | Batman: White Knight #1-8 | 12 065, позиция в Северной Америке — 1     |

## Отзывы
На сайте Comic Book Roundup серия имеет оценку 8,7 из 10 на основе 184 рецензий. Джесс Шедин из IGN дал первому выпуску оценку 7,5 из 10 и написал, что «с точки зрения сюжета, Batman: White Knight предстоит преодолеть несколько препятствий, прежде чем он сможет полностью реализовать свой потенциал». Джек Фишер из PopMatters дал первому выпуску 7 баллов из 10 и отмечал, что «лёгкость, с которой Джокер искушает Бэтмена, и очевидное отсутствие усилий, которые Бэтмен прилагает, чтобы противостоять этому искушению, кажутся поверхностными». Роберт Рид из Newsarama оценил первый выпуск в 7 баллов из 10, подытожив, что это был «не совсем впечатляющий дебют, но он хорошо справляется со своим миром, прежде чем перевернуть его с ног на голову».